# Scopula hieronyma
Scopula hieronyma är en fjärilsart som beskrevs av Louis Beethoven Prout 1922. Scopula hieronyma ingår i släktet Scopula och familjen mätare. Inga underarter finns listade.